# Giordano Pironti
Giordano Pironti (zm. w październiku 1269) — włoski duchowny katolicki, z rodziny hrabiów Terracina. Między 12 czerwca 1256 a 5 lipca 1262 podpisywał bulle papieskie jako notariusz papieski i wicekanclerz Świętego Kościoła Rzymskiego. W 1262 został mianowany kardynałem-diakonem Santi Cosma e Damiano. Gubernator Kampanii od 1252 do 1264. Uczestniczył w papieskiej elekcji 1264-65. Zmarł w trakcie sediswakancji po śmierci Klemensa IV.